# Wulf Dietrich von der Schulenburg
Wulf Dietrich von der Schulenburg (ab 1790 Reichsgraf von der Schulenburg; * 7. Juli 1731 in Salzwedel; † 3. Februar 1803 in Apenburg) war ein dänischer Generalleutnant.

## Leben

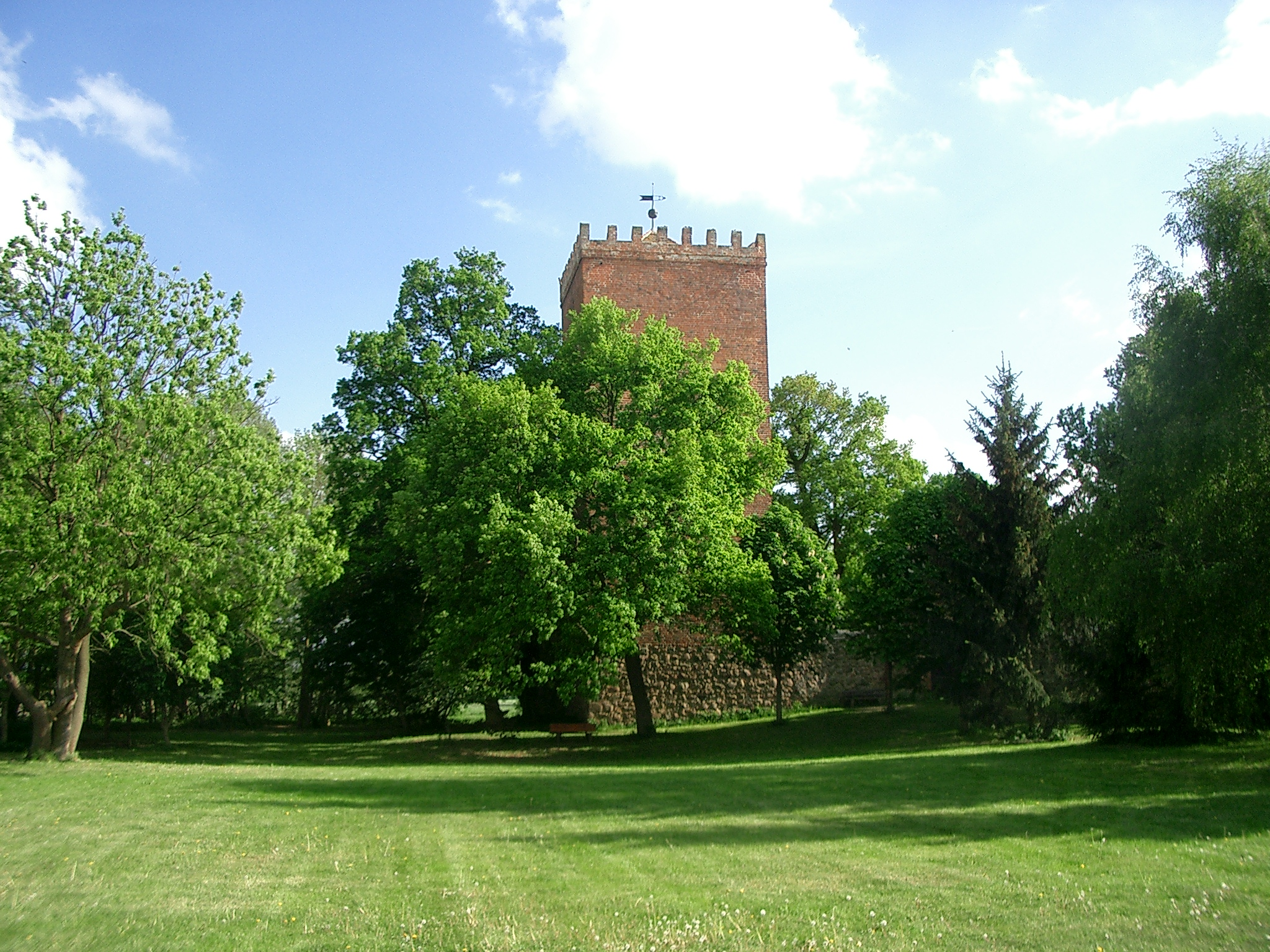
Burg Apenburg (2009)

Wulf Dietrich war Angehöriger der 1563 in den Reichsfreiherrnstand gehobenen Linie des märkischen Adelsgeschlechts von der Schulenburg. Er war ein Sohn des dänischen Feldmarschalls Werner XXIV. von der Schulenburg (1718–1790) und der Katharine Margarete von Brockdorff (1697–1775).
Er verbrachte seine ersten Lebensjahre in Paris und trat folgerichtig zunächst in französische Kriegsdienste, wo er bis zum Oberst avancierte. Am gesamten Siebenjährigen Krieg nahm er auf französischer Seite teil und wechselte erst nach 1757 in dänische Dienste. Schon 1761 wurde er Chef des Kavallerie-Regiments Baudissin, das er bis 1763 innehatte. Erst 1767 wurde er erneut in den Rang eines Obersts befördert. Zur gleichen Zeit war er dänischer Kammerherr und wurde 1769 Ritter des Dannebrogordens. 1770 wurde Schulenburg erneut als Chef eines Dragoner-Regiments mit Garnison in Fredericia genannt. Er avancierte 1775 zum Generalmajor, nahm aber wenig später seinen Abschied als Generalleutnant und verbrachte ab 1778 seinen Lebensabend auf den vom Vater geerbten Gütern.
Er war also gemeinsam mit seinem jüngeren Bruder Werner XXV. Erbherr zu Beetzendorf und Rittleben. Sein Wohngut war Apenburg, zu dem auch Winterfeld gehörte.
Aus seinen beiden Ehen, zuerst 1757 mit Margarete Charlotte Rosenkrantz (1728–1786), dann 1788 mit Maximiliane Wilhelmine von Haxthausen, hatte er keine Kinder.
1790 wurde Schulenburg in den Reichsgrafenstand erhoben.